# Allée de Bercy
Pour les articles homonymes, voir Bercy.
L'allée de Bercy est une voie du 12e arrondissement de Paris.

## Situation et accès
Cette voie est proche de la gare de Lyon.

## Origine du nom
Elle porte le nom de la commune de Bercy en raison de sa proximité avec la rue éponyme.

## Historique
La voie prend sa dénomination par arrêté du 12 juin 1987.